# قمة موسوان
قمة موسوان (بالإنجليزية: Mount Natib) هو بركان خامد ومجمع كالديرا في مقاطعة باتان في جزيرة لوزون الغربية في الفلبين. يحتل مجمع البركان الجزء الشمالي من شبه جزيرة باتان. الجبل والمنطقة المحيطة به هي منطقة محمية تم إعلانها لأول مرة كمنتزه باتان الوطني في عام 1945.